# Hydraenidae
Los hidrénidos (Hydraenidae) son una familia de coleópteros polífagos con unas 1608 especies descritas. Su tamaño oscila entre 1 y 3 mm. Viven el cursos de agua o estanques con abundante vegetación; se desplazan caminando, no nadando. Las larvas no son acuáticas, pero viven en sitios húmedos.

## Géneros
- Adelphydraena Perkins, 1989
- Archaeodraena Jäch & Yamamoto, 2017
- Aulacochthebius Kuwert, 1887
- Calobius Wollaston, 1854
- Cobalius Rey, 1886
- Coelometopon Janssens, 1972
- Davidraena Jäch, 1994
- Decarthrocerus Orchymont, 1948
- Discozantaena Perkins & Balfour-Browne, 1994
- Edaphobates Jäch & Díaz, 2003-01
- Enicocerus Stephens, 1829
- Ginkgoscia Jäch & Díaz, 2004-01
- Gondraena Jäch, 1994
- Gymnanthelius Perkins, 1997
- Gymnochthebius Orchymont, 1943
- Haptaenida Perkins, 1997
- Heptaenida Perkins, 1997
- Homalaena Ordish, 1984
- Hughleechia Perkins, 1981
- Hydraena Kugelann, 1794
- Hydraenida Germain, 1901
- Hydroenida Germain, 1901
- Hymenodes Mulsant, 1844
- Laeliaena Sahlberg, 1900
- Limnebius Leach, 1815
- Madagaster Perkins, 1997
- Menomadraena Perkins, 2017
- Meropathus Enderlein, 1901
- Micragasma Sahlberg, 1900
- Neochthebius Orchymont, 1932
- Nucleotops Perkins & Balfour-Browne, 1994
- Ochtebiites Ponomarenko, 1977
- Ochthebius Leach, 1815
- Ochtheosus Perkins, 1997
- Oomtelecopon Perkins, 2005
- Orchymontia Broun, 1919
- Parasthetops Perkins & Balfour-Browne, 1994-31
- Parhydraena Orchymont, 1937
- Parhydraenopsis Perkins, 2009-16
- Phothydraena Kuwert, 1888
- Pneuminion Perkins, 1997
- Podaena Ordish, 1984
- Prionochthebius Kuwert, 1887
- Prosthetops Waterhouse, 1879
- Protochthebius Perkins, 1997
- Protosthetops Perkins, 1994
- Protozantaena Perkins, 1997
- Pterosthetops Perkins, 1994
- Sebasthetops Jäch, 1998-01
- Sicilicula Balfour-Browne, 1958
- Spanglerina Perkins, 1980
- Trinomadraena Perkins, 2017
- Tympallopatrum Perkins, 1997
- Mesoceration Janssens, 1967
- Parhydraenida Balfour-Browne, 1975
- Tympanogaster Janssens, 1967